# Жураковський Євген Петрович
Євген Петрович Жураковський (рос. Евгений Дмитриевич Жураковский; нар. 7 (19) липня 1871, селище Стрельна, нині у складі Санкт-Петербурга, Російська імперія — пом. січень 1922, Київ, Українська СРР) — російський літературний критик.

## Біографія
Євген Жураковський народився 1871 року в селищі Стрельна, нині у складі Санкт-Петербурга.
Навчався в Одеському, Полтавському і 4-му Московському кадетському корпусах, Петровській сільсько-господарській академії (Москва, 1890), Лісовому інституті (Санкт-Петербург, 1891).
Євген Жураковський у 1899 році закінчив історико-філологічний факультет Московського університету. Навчався на курсі М. Стороженка). Спочатку сім'я проживала в Москві, потім переїхала до Тифліса. У 1911 році родина переїздить до Києва де Євген Петрович починає викладати у гімназіях Києва.
Батько священика, духовного письменника, громадського діяча та ідеолога Істинно-Православної Церкви у Києві Анатолія та російського педагога Геннадія Жураковських.

## Наукова діяльність
Як критик Євген Жураковський дотримувався поглядів Ґеорга Брандеса, використовуючи, зокрема, психолого-біографічний метод. Автор низки літературно-критичних статей і нарисів про творчість Євгена Баратинського, Максима Горького, Лева Толстого, П'єра Бомарше, Антона Чехова, Генріка Ібсена, Станіслава Пшибишевського, Леоніда Андреєва та ін.

### Наукові праці
- Симптомы литературной эволюции: Крит. очерки. Т. 1. Москва, 1903;
- Траги-комедия современной жизни: Лит.-крит. очерки. Москва, 1906;
- Конспективный курс истории всеобщей литературы (для учащихся Консерватории). 2-е изд. Ч. 1–2. Москва, 1907;
- О характерах: Крит.-психол. очерк. Сергиев Посад, 1909;
- Конспективный курс истории русской литературы XIX века для учащихся в Консерватории. Москва, 1909. Ч. 1;
- Конспективный курс лекций по эстетике в связи с историей искусства. Москва, 1910;
- Краткий курс истории русской живописи XIX века: Индивидуализм в новой русской живописи. Москва, 1910; 1911;
- Лекции по истории литературы. [Москва, 1922].